# Resist (album Damnation)
Resist – trzeci album studyjny polskiej grupy muzycznej Damnation. Wydawnictwo ukazało się w 2000 roku w Polsce nakładem wytwórni muzycznej Metal Mind Productions. W Europie płyta została wydana przez firmę Cudgel Records, natomiast w Stanach Zjednoczonych przez firmę Dark Realm Records. Nagrania zostały zarejestrowane i zmiksowane w studiu P. J. Records w lipcu 1999 roku we współpracy z producentem muzycznym Robertem Hajdukiem. Mastering wykonał Jacek Puchalski w studiu Radia Gdańsk.

## Lista utworów
Opracowano na podstawie materiału źródłowego.
| Nr | Tytuł utworu                     | Słowa                | Muzyka          | Długość |
| -- | -------------------------------- | -------------------- | --------------- | ------- |
| 1. | „Your Pain is Not For Me”        | Varien               | Les & Damnation | 03:56   |
| 2. | „In Resistance”                  | Varien               | Les & Damnation | 03:43   |
| 3. | „Confession”                     | Varien               | Les & Damnation | 04:36   |
| 4. | „Voices of an Unknown Dimension” | utwór instrumentalny | Lisicki         | 01:01   |
| 5. | „Absence in Humanity”            | Varien               | Les & Damnation | 03:25   |
| 6. | „Forsaken By Destiny”            | Varien               | Les & Damnation | 04:59   |
| 7. | „Against My Enemies”             | Varien               | Les & Damnation | 04:58   |
| 8. | „Invisible Force”                | utwór instrumentalny | Les & Damnation | 00:59   |
| 9. | „Down of My Feet”                | Varien               | Les & Damnation | 05:53   |
|    |                                  |                      |                 | 33:30   |

| Utwory dodatkowe | Utwory dodatkowe                             | Utwory dodatkowe | Utwory dodatkowe   | Utwory dodatkowe |
| Nr               | Tytuł utworu                                 | Słowa            | Muzyka             | Długość          |
| ---------------- | -------------------------------------------- | ---------------- | ------------------ | ---------------- |
| 1.               | „Blasphemy (cover Morbid Angel)”             | Azagthoth        | Azagthoth          |                  |
| 2.               | „A Mansion in Darkness (cover King Diamond)” | Diamond          | La Rocque, Diamond |                  |
| 3.               | „Tribulation (cover Possessed)”              | Becerra          | La Londe, Becerra  |                  |

## Twórcy
Opracowano na podstawie materiału źródłowego.

- Adam "Raven" Muraszko - wokal prowadzący
- Leszek "Les" Dziegielewski - gitara rytmiczna, gitara prowadząca, gitara basowa
- Bartłomiej "Bart" Szudek - gitara rytmiczna, gitara prowadząca
- Wawrzyn "Varien" Chyliński - perkusja, aranżacje wokaliz
- Robert Hajduk - keyboard (utwór 8), inżynieria dźwięku, miksowanie, produkcja muzyczna
- Wojtek Lisicki - gitara prowadząca (utwór 2)
- Jacek Puchalski - mastering
- Tomasz "GRAAL" Daniłowicz - okładka, oprawa graficzna